# Старая Потьма (Краснослободский район)
Старая Потьма — деревня Краснослободского района Республики Мордовия в составе Ефаевского сельского поселения. 

## География
Находится на расстоянии примерно 19 км по прямой на юг-юго-запад от районного центра города Краснослободск.

## История
Известна с 1866 года, когда была учтена как казённая деревня Спасского уезда из 108 дворов.

## Население
Постоянное население составляло 36 человек (мордва-мокша 100%) в 2002 году, 25 в 2010 году.